# Hyperolius occidentalis
Hyperolius occidentalis är en groddjursart som beskrevs av Schiøtz 1967. Hyperolius occidentalis ingår i släktet Hyperolius och familjen gräsgrodor. IUCN kategoriserar arten globalt som livskraftig. Inga underarter finns listade i Catalogue of Life.